# 2020년 하계 올림픽 세인트루시아 선수단
2020년 하계 올림픽 세인트루시아 선수단은 2021년 일본 도쿄에서 열린 2020년 하계 올림픽에 참가한 올림픽 세인트루시아 선수단이다.
세인트루시아는 일본 도쿄에서 열리는 2020년 하계 올림픽에 출전했다. 원래 2020년 7월 24일부터 8월 9일까지 열릴 예정이었던 올림픽은 코로나19 범유행으로 인해 2021년 7월 23일부터 8월 8일로 연기되었다. 이는 세인트루시아의 7회 연속 하계 올림픽 출전이었다. 세인트루시아는 최초의 올림픽 메달을 노리고 있었다. 2016년 높이뛰기에서 레번 스펜서(Levern Spencer)의 6위는 이번 올림픽 당시 세인트루시아의 최고 성적이었다.
2020년 올림픽을 위한 국가 계획은 2016년 하계 올림픽이 끝난 직후에 시작되었으며, 세인트루시아 올림픽 위원회 회장 포르투나 벨로즈(Fortuna Belrose)는 일부 선수들이 이미 관심을 표명하고 프로그램을 제출했다고 언급했다. 세인트루시아의 올림픽 유망주에는 스펜서(올림픽 4회 출전 예정), 지넬 셰퍼(2016년 올림픽 출전), 앨버트 레이놀즈, 산디샤 앙투안, 줄리앙 알프레드가 포함된다. 코로나19 범유행은 준비, 훈련, 자격 취득 노력에 영향을 미쳤다. 벨로즈와 SLOC는 연기된 올림픽에 참가할 자격을 갖춘 선수들을 지원하기 위해 최선을 다했다.

## 출전 선수
| 종목 | 남자 | 여자 | 전체 |
| ---- | ---- | ---- | ---- |
| 육상 | 0    | 1    | 1    |
| 요트 | 1    | 1    | 2    |
| 수영 | 1    | 1    | 2    |
| 전체 | 2    | 3    | 5    |

## 같이 보기
- 올림픽 세인트루시아 선수단